# موهافي
موهافي أو موخافي (بلغة موهافي: آها ماخاف) هم إحدى قبائل الأمريكيين الأصليين الذين يسكنون على ضفاف نهر كولورادو في صحراء موهافي. وتتضمن محمية فورت موهافي الهندية أراضي داخل حدود كاليفورنيا وأريزونا ونيفادا. وتتضمن محمية نهر كولورادو أجزاء من كاليفورنيا وأريزونا ويشترك بها أعضاء قبائل تشيميويفي، هوبي، نافاجو.
أنشئت محميتا نهر كولورادو وفورت موهافي في عامي 1865 و 1870 على التوالي. تشمل كلا من المحميتين حصة كبيرة في مياه نهر كولورادو؛ ويتم توجيه المياه لاستخدامها في الزراعة المروية.
تشكل القبائل الأربعة المجتمعة في محمية نهر كولورادو اليوم وحدة جغرافية سياسية المعروفة باسم قبائل نهر كولورادو الهندية المعترف بها فدراليا؛ يستمر كل قبيلة أيضا بالحفاظ على تقاليدها الفردية وأديانها المختلفة، وهوياتها الفريدة ثقافيا.
يقع مركز محمية نهر كولورادو والمكتبة والمتحف في باركر، أريزونا، حوالي 40 ميلا (64 كم) شمال الطريق السريع 10. يقام الاحتفال الوطني باليوم الهندي سنويا في باركر، من الخميس إلى الأحد خلال الأسبوع الأخير من شهر سبتمبر. كما يقام فيها روديو جميع الهنود أيضا سنويا في عطلة نهاية الأسبوع الأول في ديسمبر. كما أن مرافق عربات التخييم متوافرة على طول نهر كولورادو.

## الثقافة

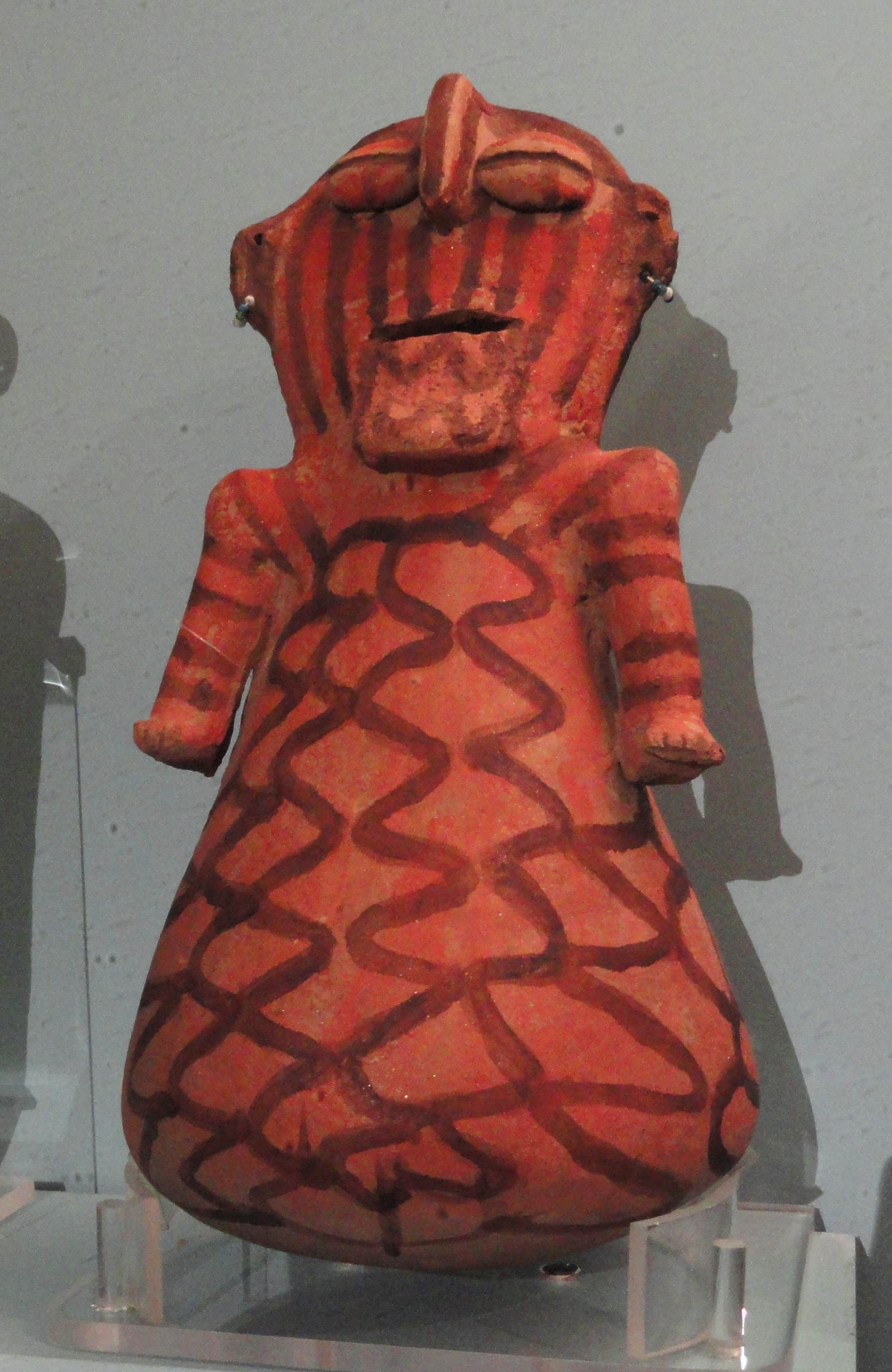
تمثال خزفي صغير من صنع الموهافي، متحف بيبودي لعلم الآثار وعلم الأجناس

في ثلاثينيات القرن العشرين، عاش عالم الأنثروبولوجيا المجري-الفرنسي جورج ديفيرو بين الموهافي لفترة طويلة لغرض دراستهم. نشر أبحاثا مفصلة عن ثقافتهم ودمج التحليل النفسي في تفسيره لثقافتهم.

### اللغة
تنتمي لغة Mojave إلى فرع نهر يوما من عائلة يوما اللغوية. في عام 1994، تحدث ما يقارب 75 شخصًا في مجمل أراضي كولورادو ريفر وفورت موهافي هذه اللغة، وفقًا لعالمة اللّغات ليان هينتون. نشرت القبيلة مواد لغوية، وهناك جهود جديدة لتعليم اللغة لأطفالهم.

### الدين
تذكر أساطيرهم أن خالقهم يدعى ماتيفيليا، وهو الذي أعطى الناس أسماءهم ووصاياهم. ابنه ماستامهو منحهم النهر وعلمتهم الزراعة. اعتمدت ثقافة الموهافي في تاريخها على الزراعة. زرعوا في السهول الفيضية الخصبة على النهر، حيث واصلوا التقاليد القديمة التي عثر على آثارها في كهف آها. وقد استخدموا تقليدياً نبات الداتورا الذي يسبب الهلوسات في الاحتفالات الدينية. ويجب من يبلغ سن البلوغ من الموهافي أن يتناول هذا النبات في طقوس العبور، ليدخل في حالة وعي جديدة.